# Motif d’activation des récepteurs immuns basé sur la tyrosine
Un motif d’activation des récepteurs Immuns basé sur la tyrosine (ITAM en anglais) est une séquence conservée de quatre acides aminés qui est répété deux fois dans les queues cytoplasmiques de certaines protéines de surface exprimées par des cellules du système immunitaire. Son antagoniste est le motif ITIM, pour motif d’inhibition des récepteurs immuns basé sur la tyrosine. 

## Structure
Ce motif contient une tyrosine, deux acides aminés, puis une leucine ou une isoleucine. Dans le cas où il y a plusieurs motifs ITAM à la suite, ceux-ci sont séparés par 6 et 8 acides aminés dans la chaîne de la molécule (YxxL/Ix(6-8)YxxL/I).

## La fonction

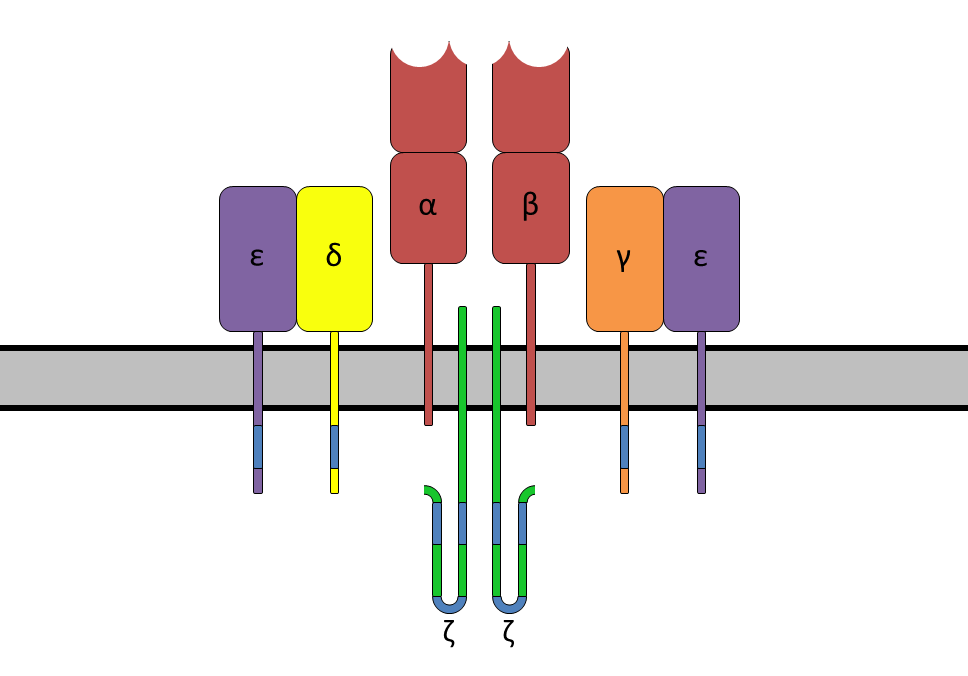
Le récepteur des cellules T composé des chaînes TCR-α et TCR-chaînes β associés au CD3 et à une chaîne ζ. Des motifs ITAM apparaissent en bleu sur la queue des sous-unités du CD3.

Les motifs ITAM sont importants pour la transduction du signal dans les cellules immunitaires. Par conséquent, ils sont présents dans les queues de molécules importantes pour la signalisation cellulaire tels que le CD3 et chaînes ζ du récepteur des cellules T complexe, les chaînes CD79-alpha et bêta du récepteur des lymphocytes B, et certains récepteurs Fc. Les résidus de tyrosine contenus dans ces motifs sont phosphorylés en réponse à l’interaction des récepteurs avec leurs ligands, ceci provoque un changement de conformation permettant à d'autres protéines de se fixer sur le motif et ainsi de participer à la signalisation en aval des récepteurs.